# النجوع قبلي
قرية النجوع قبلي هي إحدى القرى التابعة لمركز إسنا في محافظة الأقصر في جمهورية مصر العربية. حسب إحصاءات سنة 2006، بلغ إجمالي السكان في النجوع قبلي 15036 نسمة، منهم 7717 رجل و7319 امرأة.